# Schmatzfeld
Schmatzfeld è una frazione del comune tedesco di Nordharz, nel Land della Sassonia-Anhalt.